# Kyslinky (osada)
Kyslinky je malá osada v Poľaně, součástí obce Hrochoť v okrese Banská Bystrica na Slovensku. Jižní okraj osady a území levého břehu řeky Hučavy patří do katastru obce Očová v okrese Zvolen. Osadu Kyslinky dnes tvoří několik typických lesnických staveb a sídlí zde lesní správa. 

## Poloha
Osada se nachází v horní části dlouhé Hrochoťské doliny , v nadmořské výšce cca 760 m n. m. Leží uprostřed geomorfologické části Kyslinky, která je součástí pohoří Vysoké Poľany a zabírá území rozsáhlé kaldery vyhaslé sopky. Původně lesnická osada má dnes spíše rekreační charakter a přístupná je asfaltovou cestou z obce Hrochoť a Očová. 

## Turismus
Území patří do Chráněné krajinné oblasti Poľana. Z osady vede naučná stezka Poľana - Kyslinky, který má 8,5 km  a 17 km   dlouhý okruh.   V minulosti zde končila 25 km dlouhá úzkorozchodná železnice Vígľaš - Kyslinky, která do roku 1975 sloužila na svoz dřeva. 

### Přístup
- cestou Hrochoťskou dolinou z Hrochote a Očová
- po  modře značené trase z Očová
- po  modře značené trase ze sedla Priehybina, s napojením tras na vrchol Poľany a k horskému hotelu Poľana
- po  žlutě značené trase z Hrochote přes lokalitu Dolina
- po  zelené trase z Očová přes sedlo Príslopy
- po  zelené trase ze sedla Jasenová [3]